# Kriyan
Kriyan is een bestuurslaag in het regentschap Jepara van de provincie Midden-Java, Indonesië. Kriyan telt 5037 inwoners (volkstelling 2010).